# 梅原正紀
梅原 正紀（うめはら まさき、1929年〈昭和4年〉2月11日 - 1992年〈平成4年〉11月9日）は、日本のルポライター。新宗教のルポを行った。本名は梅原 巴里人（うめはら ぱりひと）。

## 生涯
梅原北明の子として東京府に生まれる。順天堂医学専門学校、早稲田大学中退。宗教雑誌の編集者をへてフリー記者になる。大本、ほんみち、璽光尊などのルポを行うほか、仏教についても執筆した。1992年、肝臓癌のため死去。

## 著書
- 『民衆宗教の世界 叛科学の旗手たちとそのコミューン』現代書館 1974
- 『ほんみち 民衆宗教の原像』白川書院 1975
- 『縁起タブー集 家運を変える』ベストセラーズ・ワニの本 1976
- 『近代奇人伝』大陸書房 1978
- 『新宗教の時代 大衆と宗教の出合い』日新報道 1979
- 『日本の仏教』貝原浩イラスト 現代書館 For beginnersシリーズ 1982
- 『天啓者の宗教ほんみち』南斗書房 1986
- 『新宗教 イラスト版オリジナル』貝原浩イラスト 現代書館 For beginnersシリーズ 1988
- 『宗教に未来はあるか 世紀末の宗教講座』白馬社 1994

### 共編著
- 『五大教祖の実像』猪野健治、佐木秋夫共著 八雲井書店、1970
- 『民衆宗教の実像 十二人の教祖たち』猪野健治、清水雅人共著 月刊ペン社 1972
- 『終末期の密教 人間の全体的回復と解放の論理』稲垣足穂共編著 産報 1973
- 『創価学会・公明党を問う』清水雅人共編著 大陸書房 1976
- 『新宗教の世界』3-4 出口栄二、清水雅人共著、大蔵出版 1978
- 『秘儀と霊能の世界 新宗教の底流をさぐる』水野義之共著 紀尾井書房 1980

### 論文
- CiNii>梅原正紀

## 参考
- 『新宗教の世界IV』著者略歴